# Das gelbe Haus des King-Fu
Das gelbe Haus des King-Fu ist ein deutscher Kriminalfilm von Karl Grune aus dem Jahre 1931.

## Handlung
Ein mysteriöser Mörder treibt sein Unwesen in der Stadt, und mehrere Frauen sind ihm bereits zum Opfer gefallen. Viele Spuren weisen auf einen gewissen King-Fu hin, nach dem die Polizei nunmehr fieberhaft fahndet. Zeitgleich gibt ein kleines Theaterunternehmen, dem es wegen des schleppend verlaufenden Kartenverkaufs finanziell ziemlich schlecht geht, vor Ort ein Gastspiel. Der Direktor der kleinen Truppe zeigt sich daher hocherfreut, als ihm ein gewisser Cyrill Scalpa ein Stück anbietet, das aufgrund seiner Aktualität garantiert Furore machen und die Kassen füllen wird. Im Mittelpunkt der Handlung steht nämlich der unheimliche Serienmord an den Frauen. Scalpa möchte unbedingt die Hauptrolle spielen, stößt mit diesem Wunsch aber auf entschiedenen Widerstand des Schauspielers Smell, der es gewohnt ist, stets selbst im Rampenlicht zu stehen. Doch es ist nicht nur die berufliche Konkurrenz, die ihn rebellieren lässt. Smell weiß, dass sich Scalpa und seine Bühnenpartnerin Anita, eine Tänzerin, von früher kennen, und er sieht in Scalpas Anwesenheit nunmehr auch privat einen Gegenspieler.
Scalpa hat eine „glorreiche“ Idee, um Smell zu beweisen, dass er schauspielerisch durchaus mithalten kann. Er „entführt“ eines Abends Anita in der Maske des King-Fu und insinuiert, dass sich diese nunmehr in höchster Lebensgefahr befindet. Auch Smell gerät in die Hände des King-Fu, nachdem er von Scalpa in ein Haus gelockt, überwältigt und gefesselt wurde. Dann sieht er mit an, wie Anita vor King-Fu tanzen muss und anschließend, so lässt man ihn glauben, einen vergifteten Tee trinkt. Smell schreit vor Entsetzen auf. Scalpa zieht daraufhin seine King-Fu-Maske herunter und lacht den zu Tode erschrockenen Schauspielkollegen aus, so als wolle er sagen: „Na, bin ich nun ein guter Schauspieler?“
Diese schaurige Szene findet beim Theaterdirektor derart Anklang, dass sie sofort in das Scalpa-Stück eingefügt wird. Doch ehe der Autor nunmehr als King-Fu den Theaterzuschauern das Fürchten lehren kann, wird er von den Helfershelfern des echten Verbrecherkönigs in seiner Garderobe überwältigt. Der wahre King-Fu tritt nun auf die Bühne, während alle Beteiligten glauben, dort spiele Scalpa. Da der echte King-Fu einen Ruf zu verteidigen hat, versucht er coram publico, Anita auf der Bühne während der Vorführung zu ermorden. Doch Anita ist die Einzige, die erkennt, dass sie nicht Scalpa gegenübersteht und handelt schnell. Sie gibt ihrer Kollegin Carlotta ein Zeichen, die daraufhin die Polizei verständigt. Als die Staatsmacht ankommt, haben King-Fus Leute es geschafft, die Beleuchtung lahmzulegen, sodass ihr Chef entkommen kann, mit Anita als seinem Entführungsopfer. Er erreicht sein Domizil, das titelgebende gelbe Haus, und will seine mörderische Tat an Anita beenden. Als er sich gerade über die junge Frau beugt, um ihr den Hals umzudrehen, stürmen die Verfolger das gelbe Haus und nehmen die Gangsterbande fest.

## Produktionsnotizen
Das gelbe Haus des King-Fu war die einzige Tonfilmregie Grunes in Deutschland und entstand im Winter 1930/31 in den Pathé-Studios von Joinville (bei Paris). Ursprünglich sollte der Film Das gelbe Haus von Rio heißen. Da aber bereits Mitte Januar 1931 ein Film namens Der Weg nach Rio, Manfred Noas letzte Inszenierung, angelaufen war, entschloss sich die Produktionsfirma zur Namensänderung für Deutschland. In Österreich lief der Krimi tatsächlich am 7. August 1931 unter dem Ursprungstitel Das gelbe Haus von Rio an. Auch die französische Version, die zeitgleich entstand, trug den in die Landessprache übersetzten Originaltitel: La maison jaune de Rio. Von der Originalbesetzung spielten hier nur die mehrsprachigen Schauspieler Paul Graetz und Andrews Engelman mit. Dem des Französischen unkundigen Grune wurde mit Robert Péguy ein französischer Dialogregisseur zur Seite gestellt.
Das gelbe Haus des King-Fu passierte am 25. Februar 1931 die Filmzensur und wurde mit Jugendverbot belegt. Die Uraufführung der Originalversion fand am 16. April 1931 im Berliner Capitol statt. Die Länge des Achtakters betrug 2392 Meter. Die französische Fassung lief bereits vier Wochen zuvor, am 31. März 1931, im Pariser Max-Linder-Kino an.
Die Bauten stammen von Hans Sohnle und Otto Erdmann. Die Texte zu den Liedern verfasste Fritz Rotter. Einer der vier Komponisten, Werner Schmidt-Boelcke, hatte auch die musikalische Leitung inne.

## Lieder
Es wurden folgende Liedbeiträge eingespielt:
- Heut’ tanz’ ich nur für Dich (Musik: Schmidt-Boelcke und Marbot / Text: Rotter)[1]
- Mir fehlt mein Herz seit 24 Stunden (Musik: Hollaender / Text: Rotter)[2]
- Monsieur, bedienen Sie sich (Musik: Hollaender / Text: Rotter)

Die Titel erschienen im Alrobi-Musikverlag, Berlin.

## Kritik
Paimann’s Filmlisten resümierte: „Schwer zu sagen, ob der an anderen Stoffen erprobte Regisseur am Buch oder dieses an ihm gescheitert [ist]. Jedenfalls bemühte sich Grune, durch aparte Einfälle, Lichtwirkungen, originelle Einstellungen vergeblich, die für diese modrige Kriminalgeschichte erforderliche Atmosphäre zu schaffen. Konnten die Darsteller ebenso wenig Bluffiguren und reale Gestalten differenzieren, wie die Regie Bühnenromantik und Realität nicht unterschiedlich zu bringen vermochte. Das Resultat: teils Unübersichtlichkeit, teils Überbetonung, unfreiwillige Lacherfolge. Die Photographie ist bildhaft wirksam, szenenweise etwas flach, der Ton gut. … ein passabler Mittelfilm.“